# Joni Ernst
Joni Ernst (Red Oak, 1970. július 1. –) amerikai politikus, szenátor (Iowa, 2015 – ). A Republikánus Párt tagja.

## Pályafutása
Ernst az Iowai Állami Egyetemen szerezte meg alapdiplomáját 1992-ben. Ezután államelméletből diplomázott 1995-ben a georgiai Columbus College-ban. 1993-tól 2001-ig tartalékos szolgálatot teljesített az hadseregben; 2001 óta az Iowai Nemzeti Gárdában szolgál, alezredesi rendfokozatban. 2011-től 2014-ig az iowai állami szenátus tagja volt. 2014-ben megválasztották a washingtoni Szenátusba. Mandátuma 2021. január 3-án jár le.